# Chomelia tenuiflora
Chomelia tenuiflora är en måreväxtart som beskrevs av George Bentham. Chomelia tenuiflora ingår i släktet Chomelia och familjen måreväxter. Inga underarter finns listade i Catalogue of Life.